# アスカロン (剣)
アスカロン (Ascalon, Askalon) は、竜退治の伝説で知られるイングランドの守護聖人聖ジョージの剣である。
聖ジョージ（聖ゲオルギオス）による竜退治の伝説は古くから知られていた（聖ゲオルギオスと竜も参照）。ただし、彼が振るった得物の名前については特に言及がみられず、また古い伝承や図像では槍とされていることが多かった。一方、12世紀以降、槍に代わり剣を振るう描写がみられるようになった。例えば13世紀の『黄金伝説』では、槍と剣の両方を用いている。

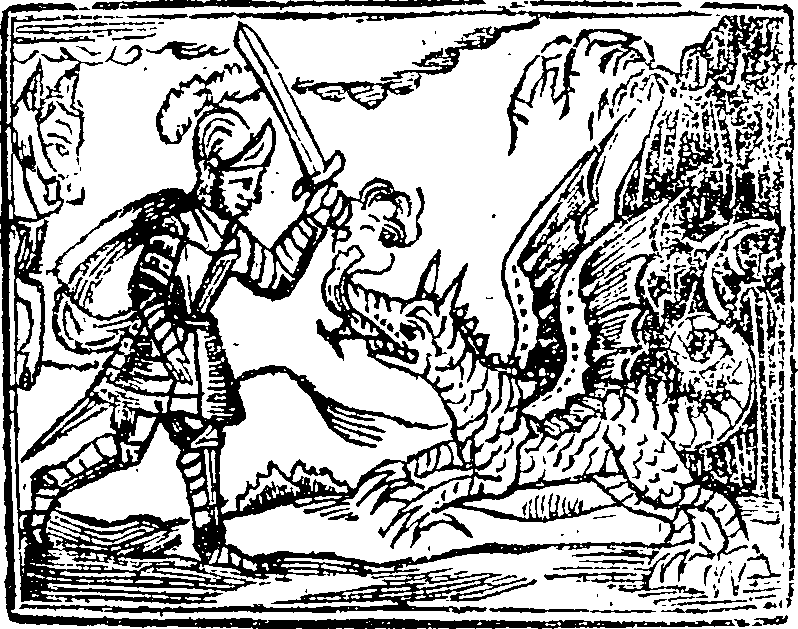
聖ジョージと竜。『キリスト教圏の七勇士の有名な歴史』1725年版の挿絵より。

「アスカロン」の名が登場するのは、16世紀末にイギリスで発行されたリチャード・ジョンソンによるチャップ・ブック『キリスト教圏の七勇士の有名な歴史』である。本作は聖ジョージの伝承を大胆に翻案し、騎士道物語のように仕立てている。
聖ジョージはイングランドの王女と大家令の間の息子として生まれたが、赤子の頃にカリブ (Kalyb) という名の邪悪な魔女に攫われ、囚われの身となる。聖ジョージが美しく育つにつれ、魔女は彼に懸想するようになる。これを脱出の好機と見た聖ジョージは、魔女の洞窟の支配権を要求する。彼の求めに応じ、魔女は宝物の数々を彼に見せる。馬ベイヤード (Bayard)、リビア鋼 (Lybian steel) の鎧、そして剣（ファルシオン）のアスカロンである。作中では以下のように描写されている。

Thy sword, which is called Ascalon, was made by the Cyclops; it will hew in sunder the hardest flint, or cut the strongest steel; and in its pummel there lies such magic virtue, that neither treason, witchcraft, nor any other violence can be offered to thee so long as thou wearest it.

そちのものとなった剣は、銘をアスカロンと云い、かのサイクロプスによって鍛えられしもの。最硬の燧石すら真二つに断ち切り、最強の鋼鉄すら切り裂くであろう。そしてその柄頭には、その剣を身に帯びている限り、裏切りも、魔女術も、その他のいかなる暴力も、そちを脅かすことはできない、そのような魔法の美徳が備わっているのだ。

その後、聖ジョージは魔女を計略にかけ岩穴に封印し、脱出に成功する。聖ジョージは、彼と同様に洞窟に囚われていた六人の勇士と共に、故郷に戻り母を弔ったのち、遍歴騎士のごとく冒険の旅に出る。途中、七つに分れた道に行き当たり、七勇士はそれぞれ別の道を進む。
聖ジョージはエジプトの地に到着する。この地は危険な竜に悩まされていた。竜は一日に一人の乙女を生贄として要求し、それが24年も続いたので、王の娘以外は乙女は残っていない、その王の娘も明日生贄になるのだと。聖ジョージは竜が棲む谷に向かい、途中、王の娘の行列に行き会い、竜を倒しに行くので宮廷に戻ってほしいと伝える。そして聖ジョージは竜の下に向かい、戦闘を始める。槍を突き刺すが、槍は千々に砕け散ってしまう。竜の痛烈な反撃を食らうが、その場に生えていた「毒のある生き物はその枝の下に入ろうとしない」類稀な美徳を持ったオレンジの木に救われ、身を休めることができた。そして「信頼できる剣」(trusty sword) アスカロンを竜の腹に打ち付け、竜に傷を負わせることができた。傷口から吹き出す毒液に蝕まれるが、再びオレンジの木の香気と実が持っていた癒しの力に助けられる。そして天に祈りを捧げ、勇気を持って「善き剣」(good sword) アスカロンで、竜の翼の軟らかく鱗の無い場所を打ち付けると、いとも容易く、柄に届くまで、竜の肝臓と心臓を貫くことができた。その後、竜の首を剣で切り落とし、先に砕けた槍で作った棍棒に括り付け、帰路についた。
その後も、手柄を横取りしようとするモロッコ王アルミドール (Almidor) がけしかけた兵を撃退した際などに、アスカロンが振るわれている。
Fellows (2019) によると、アスカロンの名は聖書（サムエル記下第1章20節など）にもみられる地名アシュケロンに由来するとされる。また聖ジョージの馬と剣の名前が二度目に登場する場面（竜退治の場面）は、14世紀初頭に中英語で書かれた騎士道物語詩『ハンプトンのビーヴェス卿』の影響を受けているのではないかとみられている。
上述したようにアスカロンの名は中世以前の文献には見られないが、近代の英語圏においては「聖ジョージが竜退治で用いた剣の名はアスカロンである」という認識は広まっていたようである。
例えば1765年に北アイルランドの主教トマス・パーシーが編纂した『古代英詩拾遺集』に収録されている詩でも、聖ジョージが竜退治に用いた剣の名前はアスカロンであるとされている。

But George he ſhav'd the dragon's beard,

And Aſkelon * was his razor.

St. George he was for England; St. Dennis was for France.

Sing, Honi soit qui mal y pense.
* The name of St. George's ſword.

然れどジョージは竜の髭を剃り落とせし者なり、

そしてアスカロン＊が彼の剃刀なり。

聖ジョージはイングランドのために在り、聖デニスはフランスのために在り。

歌え、「思い邪なる者に災いあれ」と。
＊聖ジョージの剣の名。

他にも20世紀初頭（1899年 - 1918年頃）にイギリス・アメリカで発行された子供向け百科事典などでも、聖ジョージの剣としてアスカロンの名が紹介されている。
また第二次世界大戦期のイギリス首相ウィンストン・チャーチルが使用していた輸送機アブロ ヨークの1機に「アスカロン」の名が冠されていた。